# Kiži
Kiži (rus. Кижи, karelski: Kiži) je otok u Onješkom jezeru u ruskoj Republici Kareliji, Medvježegorska oblast. Otok ima duguljasti oblik duljine oko 6 i širine 1 kilometar, a nalazi se oko 68 km od prijestolnice Karelije, Petrozavodska. Najpoznaitji je po Kiškom pogostu, povijesnoj lokaciji iz 17. stoljeća.

## Etimologija
Ime mu potječe od stare karelske riječi kižat što bi značilo "sastati se", ili kižansuari - "otok igara".

## Povijest
Na otoku su postajala naselja još od 14. stoljeća jer se nalazio na važnom putu koji je povezivao Novgorod s Bijelim morem. U ranom 16. stoljeću, u upravnom i župnom središtu (pogost) izgrađene su dvije glavne crkve i toranj, a u 17. stoljeću otok je bio važno obrambena postaja prema Šveđanima i Poljacima.
Iako je stanovništvo ruralno, u 18. stoljeću je bilo primorano pomagati u iskapanju i obradi željeza u lokalnim željezarama. To je dovelo do Kiškog ustanka od 1769. – 71. godine koji je silom ugašen, a njihove vođe su prognane u Sibir, ali je zaustavljena nasilna regrutacija seljana za potrebe industrije.
Većina naselja je nestala na otoku do 1950-ih, a bila su ostala samo pojedine farme. Tada su iz raznih dijelova Karelije na otok prebačene mnoge drvene građevine kako bi se sačuvale na jednom mjestu. Danas je cijeli otok pretvoren u Muzej na otvorenom u kojemu se nalazi više od 80 povijesnih drvenih građevina. Najslavniji od njih, Kiški pogost, je 1990. godine upisan na UNESCO-ov popis mjesta svjetske baštine u Europi zbog svoje dugotrajnosti i ljepote usprkos isključivo drvene građe od koje je izgrađen.

## Vanjske poveznice
|  | Zajednički poslužitelj ima još gradiva o temi Kiži |

- Službena stranica muzeja (rus.) (engl.)
- Virtualni obilazak (engl.)